# Sebők Imre (katolikus pap)
Sebők Imre (Budapest, 1878. január 1.–Budapest, 1917. december. 5.) esztergomi főegyházmegyés katolikus pap, hitoktató, tanár, a Rákóczi Kollégium és a Budapesti Érseki Katolikus Gimnázium alapítója és első igazgatója, utazó és földrajzi író.
Apja Sebők Imre (1825–1898. aug. 25.) ügyvéd volt, aki fiatal korában, 1848-ban gyöngyösi diákként honvédnek állt, és a hadnagyságig vitte. Édesanyja, Zuber Ida székesfehérvári családból származott. Anyjától kapta vallásos hitét, apjától pedig lelkes hazaszeretetét. Már négy éves korában apja barátai előtt az asztalra állítva szavalta a Nemzeti dalt.

## Tanulmányai
Középiskolai tanulmányait 1886 és 1894 között végezte a pesti piarista gimnáziumban, ahol 16 évesen érettségizett. Gimnazista korának élményeit később Az én naplóm című művében dolgozta föl, amely név nélkül, folytatásokban jelent meg a Zászlónk első négy évfolyamában, 1902 és 1906 között, majd külön kis kötetként is (már saját nevével). Az eseményeket irodalmi, idealizált formába öntötte, megváltoztatta a neveket, elhallgatta a tanárok piarista voltát (világi tanárokként szerepelnek), fiktív szereplőket vont be (pl. a „tisztelendő úrnak” nevezett hittanár), és föltehetően az események egy része is fiktív.
Már VI. osztályos korában a papi hivatást választotta, és szerette volna kisszeminaristaként befejezni a gimnáziumot, de ezt apja nem engedte. Így csak érettségi után, 1894-ben jelentkezett az esztergomi szemináriumba, hogy ott végezze teológiai tanulmányait, Prohászka Ottokár spirituális vezetése alatt, akinek egyik leglelkesebb és leghűségesebb tanítványává vált.

## Hitoktató Budapesten (1899–1908)
Négy év után, 1898-ban Vaszary Kolos érsek Budapestre küldte, hogy teológiai tanulmányait 1898/1899-ben az egyetem hittudományi karán fejezze be. Ezt követően is Budapesten maradt, ahol a következő nyolc évben elsősorban hitoktatóként működött. Hitoktatói munkáját 1899. december 18-tól kezdte a II. kerületi Medve utcai polgári fiúiskolában. Mivel ekkor még (pár nap híján) 22 éves sem volt, pappá szentelésére csak fél évvel később, 1900. június 22-én került sor. Nagy lelkesedéssel vetette magát a munkába. Második tanári évében, 1901. január 5-7. között tanítványaival sikerrel adták elő a Nicholas Wiseman angol bíboros Fabiola című regényéből készült Vértanúk című ötfelvonásos történeti drámát. A Medve utcai iskolában – egy tanár kollégája váratlan halálát követően – az 1902/1903. tanév utolsó hónapjaiban (április 22-től) francia nyelvet is tanított. 
Tanári munkájában már kezdetben sem riadt vissza attól, hogy a problémákra átfogó megoldást keressen. Egy évnyi tapasztalattal, 1900. november 14-én előadást tartott „A hitoktatás ügye a polgári iskolákban – a polgári iskola reformja alkalmából” címmel a magyar katolikus tanítók országos bizottságának hitoktatói szakosztálya ülésén. Két év múlva, 1902. augusztus 24-én a hittanárok konferenciáján a Központi Papnevelő Intézetben „A polgári és kereskedelmi iskolai vallástanításról” referált. Hiányolta az egységes tantervet, és kevésnek tartotta a heti egy órát. Ezt követően ő készítette el azt a tantervet, amelyet a püspöki kar 1907-ben fogadott el.
Négy hittanári év után, 1903-ban a minisztérium és érseke a pesti Markó utcai (V. kerületi) Magyar Királyi Állami Főreáliskolába helyezte, ahol szintén mind a nyolc osztályban ő tanította a katolikus hittant. Végül utolsó hittanári beosztása 1906 és 1908 között a VIII. kerületi (később, 1921-től Zrínyi Miklós) állami főgimnáziumba (Tavaszmező utca 17.) szólt, ahol két éven, 1908-ig tanított.

## Ifjúsági lelkipásztor Budapesten (1900–1908)
Hittanári működése megkezdése után hamar tevékeny tagjává vált a Budai Katholikus Legényegyletnek, amelynek már 1899-ben pénztárosa volt, és ahol az arra jelentkezőknek francia nyelvet tanított. Az egyletnek az 1890-es években a vízivárosi Heinrich-Csorba házban (Iskola utca 18.) voltak helyiségei, majd Toldy Ferenc szülőházát (Toldy Ferenc utca 30.) használták, amelyet 1895-ben vásárolt meg Katolikus Tanoncokat Védő Egyesület. Ott épült föl 1901/1902-ben Hofhauser Elek terve alapján a kétemeletes „katolikus egyesületi ház”, amelynek kápolnája is volt. 1902-től maga Sebők is ebben a házban lakott.
A Budai Katholikus Legényegylethez kapcsolódóan jött létre 1899-ben az első újjászervezett budai Mária-kongregáció, amelybe olyan sokan jelentkeztek, hogy egy év múlva ketté kellett a diákságot osztani. A kereskedelmi, polgári iskolába és tanítóképzőbe járók Szent Alajos pártfogása alatt maradtak, a gimnazisták és reáliskolások részére pedig Szent István első vértanú neve alatt szerveztek külön kongregációt. Utóbbi vezetését Sebők Imre vállalta. Az összejövetelek 1900 szeptemberétől minden szombat délután a katolikus egyesületi házban (Toldy Ferenc utca 30.) és a Szt. Flórián-kápolnában folytak.
A következő években Sebők Imre lelkipásztori feladatai egyre gyarapodtak. Az 1901/1902 tanévtől kezdve hat éven át az Egyetemi Gimnázium második hitszónoka volt, ami azt jelentette, hogy – Pokorny Emánuel hittanár miséjét követően – ő mondta a diákok számára a második vasárnapi misét.
Tevékeny szerepe volt a Budai Katholikus Kör megalapításában is, amely 1902-től szintén a Toldy Ferenc utcai katolikus egyesületi ház néhány helységében működött. Az egyesület azon részéhez tartozott, akik ezt kevesellték, és a pesti Katholikus Köréhez hasonló palotát álmodtak, sőt ezt részvénykibocsátás és kölcsönök révén meg is valósították. A Budai Katholikus Kör ötemeletes épülete 1912-re a Pálffy (később Bem József tér) déli oldalán épült föl, azonban fenntarthatatlannak bizonyult, így 1918-ban eladásra került.
A fővárosi és vidéki hittanárok 1902 húsvétján Pokorny Emánuel, Fieber Henrik, Ratkovszky Pál és mások vezetésével zarándoklatot szerveztek a magyar katolikus diákság számára Rómába, hogy köszöntsék a pápaságának 25. évébe lépő XIII. Leó pápát. A közel 400 főnyi zarándokcsapat Fiuméig vasúton, Anconáig hajón utazott. Húsvéthétfőn, március 31-én a 92 éves pápa is fogadta, és latin nyelvű beszéddel köszöntötte őket a Sixtus-kápolnában. A zarándokcsoportnak Sebők Imre is tagja volt, és ezt az alkalmat felhasználta arra, hogy egy hétig Rómában maradt, ahol április 6-án egy régi jogcímen működő bizottság előtt teológiai szigorlatot tett, és doktori címet szerzett.
Sebők Imre szerkesztője és rendszeres szerzője volt az 1902 szeptemberében elindult Zászlónk folyóiratnak, amelyben főként történelmi és földrajzi ismeretterjesztő írásai jelentek meg.

## Konviktus- és iskolaalapítás Budán (1903–1913)
Eközben Sebők Imre – megismerve a budapesti állami iskolák liberális szellemét – komolyabb célokat tűzött ki a katolikus szellemű nevelés megvalósítása. Egy bennlakásos nevelő intézetet és hozzá kapcsolódó gimnáziumot álmodott, olyat „amely mint hitvallásos (és nem szűklelkűen és rossz magyarsággal : „felekezeti“) iskola arról akarja meggyőzni ezt a mi empirikusan gondolkozó világunkat, hogy a kétezer éves kereszténység és a modern tudás igenis jól összefér – csak helyesen kell felfogni az egyiket is és a másikat is”.
Ezért 1903-ban beiratkozott a budapesti tudományegyetem bölcsészkarára, ahol négy év tanulás után, 1908-ban földrajz és természetrajz szakos tanári diplomát szerzett. Egyébként is szeretett tanulni. Akkor is folytonosan olvasott, amikor villamoson tanítani utazott. Élete során számos nyelvet sajátított el, megtanult németül, szlovákul, franciául, angolul és olaszul.
Tervének gyakorlati megvalósítását szintén 1903 őszén kezdte azzal, hogy megnyitotta a Budai Mária Kongregáció konviktusát (fiúnevelő intézetét), amely az első évben Kranz Alajos rókushegyi villájában (Rókushegyi lépcső 10.) működött 12 növendékkel. Az újságokban megjelent felhívás szerint a konviktus „célja középiskolai tanulókat katholikus szellemű nevelésben gondos felügyeletben és tanításban részesíteni”. A berendezésről Sebők maga gondoskodott, abból a 6000 koronás összegből, amelyet édesanyja engedett át számára elhunyt férje hagyatékából.
A következő, 1904/1905. tanévben az intézet – immár budai Katolikus Konviktus néven – a Mozdony (később Fery Oszkár, majd Kiss János altábornagy) utca 15. szám alá költözött. Bár egy ideig maga Sebők is ott lakott, de a vezetést átengedte hittanár kollégájának, Bussay Tivadarnak. 1905 őszétől a konviktus számára Zichy Rafael budavári palotájában (Verbőczy, később Táncsics Mihály utca 23-25.) bérelt helyet. 1906-ban II. Rákóczi Ferenc hamvainak Magyarországra hozatalakor a konviktus a Rákóczi-kollégium nevet vette föl.
A Rákóczi-kollégium növendékei eleinte külső iskolákba jártak, de Sebők Imre úgy vélte, hogy „nevelő-intézet, főleg amely középiskolai tanulókat, tehát a nemzet jövendő intelligenciáját akarja képezni, iskola nélkül vajmi keveset ér”. Ezért 1907 szeptemberében a konviktus mellett a Zichy-palotában gimnáziumot is indított, egyelőre egyetlen (I. gimnáziumi) osztállyal, amelynek ő lett az igazgatója. A 33 diák közül 14-en voltak konviktorok. Eleinte „A budai kath. konviktus gimnáziuma” nevet viselte, majd 1908. február 20-án Vaszary Kolos érseki gimnáziumnak nyilvánította „Budapesti II. kerületi Érseki Főgimnázium” néven, és a fenntartó egyesület sikeresen kezdeményezte a közoktatási minisztériumnál, hogy az iskola államsegélyben részesüljön.
Eközben a konviktus fönntartására Sebők Imre még 1904-ben megszervezte a Katolikus Ifjúságot Pártoló Egyesületet, amely nagyarányú gyűjtésbe kezdett, építési részvényeket bocsátott ki. Rövid idő alatt meglett az építéshez szükséges összeg, amelyből 1906. május 31-én telket vásároltak a Rózsadomb alján, a Marczibányi-réthez közel (Oszlop utca 35., később Keleti Károly utca 37.), és azon épült föl 1907/1908-ban a konviktus saját épülete. 1908-ban, a húsvéti szünetben oda költözött a konviktus és a gimnázium is. Ezután, az 1907/1908 tanév végén Sebők befejezte hittanári munkáját a VIII. kerületi állami főgimnáziumban, és ő is a Rákóczi-kollégiumba költözött. Mivel addigra megszerezte tanári diplomáját, már nemcsak hittant, hanem természetrajzot és földrajzot is tanított.
A következő években fölépült a gimnázium épülete (1908/1909), és a konviktushoz tartozó „kerti pavilion” (1910/1911). 1911 októberében Sebők Imre és tanártársa, Simon Károly Németországba utaztak, hogy (Drezda, Berlin, Chemnitz és München iskoláiban tanulmányozzák a korszerű fizikai szertárakat és berendezéseket. Be is szereztek egy vetítő gépet, melyet a következő években mozgóképek előadására használtak.

## Utazások (1902–1913)
Lelkipásztori, tanári és igazgatói feladatai mellett Sebők Imre kiterjedt utazásokra is tudott időt szakítani. Rómába az 1902. évi első zarándoklat után több alkalommal eljutott, sőt 1904 és 1905 húsvétján maga vezetett oda ifjúsági zarándoklatot. Addigra azonban bejárta Európa országait, 1903-ban Marokkót és Észak-Afrikát, 1904-ben pedig Prohászka Ottokárral és Izsóf Alajossal tartottak missziót az észak-amerikai magyarok között.
1905 tavaszán a kultuszminisztériumtól 1000 korona segélyt és szabadságot kapott, hogy Izsóf Alajossal együtt Japánba tegyen tanulmányutat, és egyúttal körbeutazzák a Földet. Június 13-án indultak Fiuméba, majd gőzhajóval érkeztek New Yorkba. Vasúton utazták be az Amerikai Egyesült Államokat, látták a Niagarát, a Yellowstone-t, hajóval átszelték a Csendes-óceánt, megálltak a Hawaii-szigeteken, hosszasabban időztek Japánban, átvágtak Indián és Nepálon, fölkeresték Kőrösi Csoma Sándor sírját Dardzsilingben, majd a Szuezi-csatornán keresztül hajóztak vissza Fiuméba. A két utazó a Zászlónkban egy egész sor cikket közölt útjáról, majd 1906 májusában jelent meg Sebők Öt világrészen keresztül című részletes útleírása, amelyben többek között hosszasabban szól a japán iskolákról és a japán diákságról.
Sebők következő nagyobb utazásai a Szaharába vezettek 1908-ban, majd 1911 nyarán. Ezután írta A Szaharában című könyvét, amelyet saját fényképei illusztráltak (1912). Azonban még be sem fejezte könyvét, máris újabb tervek foglalkoztatták. 1911. december 22-én a gimnáziumtól egy évi szabadságot kért és kapott, hogy a püspöki kar és a Szent László Társulat megbízásából megszervezze a New York-i magyar lelkészséget.  Távollétében, 1912 elején a Rákóczi-kollégium és az Érseki Gimnáziumot fenntartó Katholikus Ifjúságot Pártoló Egyesület vezetősége azonban tárgyalásokat kezdett arról, hogy a két intézményt a bencés rend vegye át. Mivel Sebők ellenzte a tervet, azonnal hazasietett, mozgósította a tagságot, míg végül Mailáth György és Várady Lipót Árpád lemondtak gondnoksági tagságukról,  ő maga pedig ismét átvette a gimnázium igazgatását, sőt az 1912/1913. évre Rákóczi-kollégiumét is.
A tanév végén, 1913. július 7-én azonban ismét útra kelt. Schultz Auréllal, az Érseki Gimnázium földrajz-tanárával együtt Belső-Ázsiába, az Altaj hegységbe, Mongóliába és Kínába indultak néprajzi és természetrajzi tanulmányútra. Mivel csak szeptember végére értek vissza Budapestre, a tanév elején Sebőköt ismét Simon Károly helyettesítette. Útjáról „több kínai pénzt, orosz-tatár útlevelet és néhány értékes turáni néprajzi tárgyat” adott a gimnázium szertárának.

## Utolsó évei (1914–1917)
Az 1913. évi ázsiai út élményei nyomán Sebők Imre úgy döntött, hogy „működését […] a középiskola teréről áttenni kívánja kedvelt tárgyára, az etnográfiára”. Az első félév végén, 1914. február 28-án az Érseki Gimnáziumot fenntartó egyesület vezetésétől tartós szabadságot kért, és március 1-től Magyar Nemzeti Múzeum Néprajzi Osztályán kezdett dolgozni egy „Ázsia belsejében hosszabb ideig tartó tudományos expedíció” megszervezésén.  Amúgy is ekkoriban már „legkedvesebb köre a Turáni Társaság volt. Ha csak tehette részt vett az ülésein, tűzzel beszélt róla, lelkesedett érte és propagandát csinált érdekében”.
Terveibe azonban közbeszólt az első világháború. A háború kitörésekor, 1914 augusztusában azonnal tábori lelkésznek jelentkezett, és a 101. népfölkelő gyalogdandárnál kapott alkalmazást. Bár addig egészségével utazásai során sem volt gondja, a Kárpátok között töltött tél alatt megbetegedett. Az ivangorodi nagy csata és a lublini áttörés során történt 40 kilométeres menekülés izgalmai megtörték testi és lelki egészségét. 1915 tavaszán betegsége miatt tartósan szabadságolták.
Amikor egészségét sikerült némileg helyreállítani, 1915 szeptember 5-én Csernoch János érsek kinevezte az esztergomi érseki tanítóképző igazgatójává. Egyúttal természetrajzot, földrajzot és neveléstant is tanított, de tanártársa, Oberth Ágoston szerint „olyan volt ő itt, mint az idegen talajba ültetett növény, mely nem képes többé gyökeret verni”. Budai lakását valószínűleg ekkor, 1916/1917-ben számolta föl, amikor az Érseki Gimnázium tanári könyvtárának 168 kötetet és sok folyóiratot ajándékozott. Ráadásul a tanítóképző helyzete sem volt könnyű. Épületét 1915 szeptemberében a katonaság használta, csak novemberben kapták vissza. 1916 nyarán ismét hadikórház lett, így a szatmári irgalmas nővérek vízivárosi leányiskolájában folyt a tanítás. Egy év után azonban ott sem maradhattak, hanem 1917 szeptemberétől a Főszékesegyházi Könyvtár épületében, félnapos tanítási napokban működhettek. 
Ezt azonban már nem Sebők Imrének kellett megszerveznie. A háborúban szerzett idegbaja annyira súlyosbodott, hogy 1917 szeptemberében az érsek négy hónapra szabadságolta. Utolsó heteiben már ő is érezte a véget. Prohászka Ottokárral mindenképpen beszélni akart, „utolsó betegségében zavarodó öntudatával éjnek idején utazott Székesfehérvárra, órákon át ült a püspöki palota előtt, […] várva a reggelt, hogy szeretett lelki vezetőjével beszélhessen”. „Mindenkivel békét akarok, akivel valaha harcban állottam” – mondta Pokorny Emánuelnek. Végül december 5-én hunyt el, a Farkasréti temetőbe temették.
A nagystílű emberek fajtájához tartozott, akikre nem lehet a szokott méreteket alkalmazni. Maga is nehezen tudott megbarátkozni az élet mindennapos kereteivel, s szinte nyugtalanul kereste az új, rendkívüli, meglepő jelenségeket, tényeket és feladatokat. Csontos, izmos testalkata, szívós természete hihetetlen fáradalmak elviselésére képesítette, és hordozója volt egy nagy dolgokra hivatott, mondhatni tüneményes tehetségnek. Erejének tudatában akadályokat nem ismerő elszántsággal bocsátkozott oly vállalkozásokba is, amelyeket nyugodtan mérlegelő elmék vakmerőeknek tartottak. A benne fölhalmozott őserő tudott szilaj harci kedvben is nyilvánulni, ha ellentétes nézeteket, törekvéseket talált magával szemben. Ilyenkor elemében volt: vitatkozás, szónoklás, agitálás, szervezés neki élvezetet nyújtott; a nyugalmas életet megvetette.

## Művei

### Könyvek
- Az én naplóm. Budapest: Szent István Társulat. 1906.   – Először megjelent: Zászlónk, 1902–1904 között (név nélkül)
- Öt világrészen keresztül: Útleírás. Budapest: Szent István Társulat. 1906.   – 3. kiad. Budapest, 1914
- A Szaharában. Ill. Horn Antal. Budapest: Szent István Társulat. 1912.
- Sebők Imre – Schultz Aurél: Tengereken túl. Budapest: Élet. 1913.   – Történetek és útleírások Észak-Afrika, India, a Csendes-óceán és Észak-Amerika tájairól
- A sárga kérdés: Emberföldrajzi és politikai tanulmány. Budapest: Lampel. 1916.
- A fehér ló. Esztergom: (kiadó nélkül). 1917.   – Egy ázsiai pogány nép fehér ló áldozatáról

### Fontosabb cikkek
- Két világ, két élet.  Zászlónk,   (1902. szeptember 15.)   13–16. o.
- A polgári és kereskedelmi iskolai vallástanítás.  Egyházi Közlöny,  XIV. évf.  35. sz. (1902. augusztus 29.)   480–481. o.
- A kosztolnai csata.  Zászlónk,   (1903. december 15.)   156. o.
- Barnum városa [Bridgeport].  Alkotmány,   (1904. október 22.)   2–3. o.
- Emlékezzünk régiekről: Tükördarabok a régi diákéletből  [Gyöngyösön].  Zászlónk,  (1904 – 1905)    32–33., 53–55., 80–83., 112–114. o.
- Emlékezzünk régiekről: Tükördarabok a régi diákéletből.  Gyöngyösi Kalendárium,   (1910)   19–33. o.
- Pillanat-fölvételek a húsvéti ifjúsági zarándoklatról.  Zászlónk,   (1905. május 15.)   202–207. o.
- Hétezer kilométer vasúton.  Zászlónk,   (1905. szeptember 15.)
- A győzelmes Japánból.  Zászlónk,   (1905. október 15.)   30–32. o.
- Hősök földjén: Nagasaki, 1905. szeptember.  Alkotmány,   (1905. november 5.)   8. o.
- A földkörüli út rövid leírása.  Szent István Társulat Naptára,   (1907)
- Halál a tengeren.  Keresztény Magyar Ifjúság,  VI. évf.  1. sz. (1907. október 1.)   3–6. o.

- ↑ Sebők 1908:  Adatok a gimnázium történetéhez.  Budapesti II. ker. Érseki Kath. Főgimnázium és Rákóczi-kollégium értesítője,   (1907/1908)   15–18. o.
- ↑ Sebők 1910:  Gondolatok egy új ház körül.  Budapesti II. ker. Érseki Kath. Főgimnázium és Rákóczi-kollégium értesítője,   (1909/1910)   3–10. o.
- Mi legyen a középiskola?  Budapesti II. ker. Érseki Kath. Főgimnázium és Rákóczi-kollégium értesítője,   (1910/1911)   3–10. o.
- A kairouani müezzin: Egy és más Tripoliszról.  Zászlónk,   (1911. november 15.)   66–69. o.

- ↑ Sebők 1913:  Pro domo.  Budapesti II. ker. Érseki Kath. Főgimnázium és Rákóczi-kollégium értesítője,   (1912/1913)   3–8. o. Hozzáférés: 2024. január 2.
- Látogatás egy burját kolostorban.  Vasárnapi Újság,  LX. évf.  41. sz. (1913)   812–813. o.
- Turáni testvérek között.  Élet,   (1913)   1500–1503. o.
- A drága föld [Japán].  Élet,   (1914)   362–367. o.
- Barátosi Balogh Benedekről.  Élet,   (1914)   556–560. o.
- Az orosz terjeszkedés legújabb iránya.  Élet,   (1914)   683–687. o.
- A sárga katlanban: Képek a távoli keletről.  Élet,   (1914)   998–1004. o.
- Magyarok tűzkeresztsége.  Élet,   (1915)   218–220., 242–245. o.